# Casa Moratiel
La Casa Moratiel, o Casa MMI (inicials del promotor Manuel Moratiel Ibáñez), és un edifici racionalista construït el 1958 per Josep Maria Sostres i Maluquer a la urbanització Ciutat Diagonal d'Esplugues de Llobregat (Baix Llobregat). Està protegit com a bé cultural d'interès local.

## Descripció
És una casa unifamiliar aïllada. L'edifici està estructurat de manera que la zona comunitària se situa a la part central i al seu voltant el cos de dormitoris i el de serveis. La planta superior presenta terrassa-jardí i estudi. A la planta soterrani hi ha el garatge.
L'edifici apareix lligat a terra, establint una gradació de l'interior a l'exterior, orientat al nord, amb l'entrada resguardada i el jardí de darrere obert al sol. L'accés és comú, es bifurca després de la petita escalinata, la qual inicia un moviment lineal de profunditat vers l'exterior. A l'interior domina el joc de superfícies mates i brillants, de tons clars i foscos, marcats per l'efecte de la llum que entra per les finestres apaïsades. Una escala interior de caragol relaciona els tres nivells de l'edifici.